# 弦楽四重奏曲第2番 (ボロディン)
弦楽四重奏曲第2番 ニ長調は、アレクサンドル・ボロディンが1881年にジトヴォで作曲した弦楽四重奏曲。「夜想曲」として知られる第3楽章「ノットゥルノ」が有名。

## 概要
本作は、ボロディンの作品の中でも特に親しまれているもののひとつであり、また、19世紀のロシア帝国を代表する室内楽曲のひとつでもあるが、ボロディンの伝記作家であるセルジュ・ディアニン（Serge Dianin）など一部の音楽学者は本作が、ボロディンが妻エカテリーナ・セルゲイエヴナ・プロトポポーヴァに愛を告白した20周年の記念に作曲されたものであると推測しており、妻に献呈されている。
前作『第1番 イ長調』は、第1楽章から第3楽章に渡ってベートーヴェンの『弦楽四重奏曲第13番 変ロ長調』のフィナーレの主題が用いられ、その他にもシューベルトやメンデルスゾーンなどのドイツ系の作品からの影響も色濃いため、ウラディーミル・スターソフやボロディンと同じくロシア5人組に属するモデスト・ムソルグスキーなどからは「ロシア国民楽派の信条に反する」と強い非難を浴びたが、本作は従来の弦楽四重奏曲の様式を踏まえつつも、楽器の持つ特性を活かしながらロシア的な要素も融合させ、親しみのある優れた作品に仕上げている。
また、ボロディンは本職が化学者であったために作曲に割ける時間があまりなく、前作が完成までに足掛け5年を要したのに対し、本作は1881年7月23日に着手し、同年9月19日に完成するという、ボロディンにしては異例のスピードで書き上げられている。
初演は完成の翌年の1882年2月7日（または3月9日）に、サンクトペテルブルクで開催されたロシア音楽協会の演奏会で、前作を初演したガルキン弦楽四重奏団によって行われた。また、同年12月23日には、レオポルト・アウアーが率いる弦楽四重奏団によって再演された。
楽譜はボロディンの生前には出版されず、ボロディンが亡くなった翌年の1888年に、ライプツィヒのベリャーエフ社から出版された。

## 曲の構成
全4楽章、演奏時間は約30分。
- 第1楽章 アレグロ・モデラート
ニ長調、2分の2拍子（アラ・ブレーヴェ）、ソナタ形式。
冒頭で、チェロの高音域によって第1主題がヴィオラの切分音に乗って現れ、すぐに第1ヴァイオリンに引き継がれて展開していく。
お使いのブラウザーでは、音声再生がサポートされていません。音声ファイルをダウンロードをお試しください。
次に現れる第2主題では、第1ヴァイオリンがピッツィカートの伴奏に乗ってロシア的な旋律を美しく歌う。
お使いのブラウザーでは、音声再生がサポートされていません。音声ファイルをダウンロードをお試しください。
展開部ではヘ長調に転じ、再現部では第1主題がチェロにより全く同じ形で現れる。第2主題はホ長調に変わり、今度はヴィオラによって奏でられ、変化を感じさせる。

- 第2楽章 スケルツォ：アレグロ
ヘ長調、4分の3拍子、ソナタ形式。
ゆったりとしたワルツ風の楽章。この楽章では第1ヴァイオリンによって奏でられる第1主題と、
お使いのブラウザーでは、音声再生がサポートされていません。音声ファイルをダウンロードをお試しください。
2つのヴァイオリンによって奏でられる第2主題
お使いのブラウザーでは、音声再生がサポートされていません。音声ファイルをダウンロードをお試しください。
の2つで構成され、この2つの主題が3拍子の軽快なリズムに乗って様々な形で現れる。
終盤の10小節のヴィヴァーチェ部分を経て、元のテンポに戻り、静かに終わる。

- 第3楽章 ノットゥルノ（夜想曲）：アンダンテ
イ長調、4分の3拍子。
全曲中もっとも有名な楽章であり、しばしば単独でも演奏される美しいロマンに満ちた楽章である。モーツァルトの室内楽によく見られたように、三部形式とソナタ形式、変奏曲形式が折衷されたものとなっている。
冒頭で、「愛の歌」の旋律がチェロの高音部で切々と歌われ、これが第1主題となり、やがて第1ヴァイオリンに受け継がれ、美しく反復する。
お使いのブラウザーでは、音声再生がサポートされていません。音声ファイルをダウンロードをお試しください。
その後、少しテンポを速めて第2主題が各楽器によって次々に奏でられ、
お使いのブラウザーでは、音声再生がサポートされていません。音声ファイルをダウンロードをお試しください。
それが第1主題と絡み合い、情熱的な高揚をいやが上にも盛り上げる。
前述の通り人気のある楽章であるため、ニコライ・リムスキー＝コルサコフやニコライ・チェレプニン（1928年のイダ・ルビンシュタインのバレエ用のもの）による室内オーケストラ版や、サムイル・フェインベルクによるピアノ独奏版など、現在に至るまでさまざまな編曲がなされている。

- 第4楽章 フィナーレ：アンダンテ - ヴィヴァーチェ
ニ長調、4分の2拍子、ソナタ形式。
はじめに2つのヴァイオリンとヴィオラ、チェロとの対話が20小節あり、それが序奏部となっている。
お使いのブラウザーでは、音声再生がサポートされていません。音声ファイルをダウンロードをお試しください。
その後ヴィヴァーチェの主部に移り、主題がチェロによって奏でられ、まるでフーガのように他の楽器が加わり、この楽章を盛り上げる。
お使いのブラウザーでは、音声再生がサポートされていません。音声ファイルをダウンロードをお試しください。
最後のコーダ部では、アンダンテとヴィヴァーチェで登場した主題が使われ、軽快に曲を閉じる。

## その他
- 全曲を通して、ルドルフ・バルシャイの編曲による弦楽合奏版がある。
- 1953年のミュージカル『キスメット』 (Kismet) では、ボロディンの作品がいくつか引用されているが、その中の "Baubles, Bangles, & Beads" で第2楽章の第2主題が、"And This Is My Beloved" で第3楽章が引用されている。
- ウォルト・ディズニー・カンパニー製作の短編映画作品『マッチ売りの少女』（2006年）では、全編に渡って第3楽章が使用されている（演奏はエマーソン弦楽四重奏団による）。